# الدكتاتوريات والمعايير المزدوجة

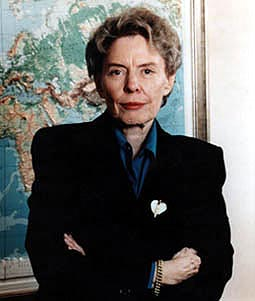
جين كيركباتريك

"الديكتاتوريات والمعايير المزدوجة" (الإنجليزية: Dictatorships and Double Standards) هو مقال بقلم جين كيركباتريك نُشر في عدد نوفمبر 1979 من مجلة كومينتري، والذي انتقد السياسة الخارجية لإدارة كارتر. وهو أيضًا عنوان كتاب مكون من 270 صفحة كتبته كيركباتريك لاحقا في عام 1982. يعود الفضل في المقال المنشور في مجلة كومينتري عام 1979 إلى أن تصبح كيركباتريك مستشارة لرونالد ريجان وبالتالي تعيينها سفيرة للولايات المتحدة لدى الأمم المتحدة. ومن ثم، فإن الآراء الواردة في مقال كيركباتريك أثرت على السياسة الخارجية لإدارة ريغان، وخاصة فيما يتصل في أميركا اللاتينية. وتزعم كيركباتريكأن إدارة كارتر والإدارات السابقة، من خلال المطالبة بالتحرير السريع في البلدان الاستبدادية تقليديا، سلمت تلك البلدان إلى جماعات المعارضة المناهضة لأميركا التي أثبتت أنها أكثر قمعا من الحكومات التي أطاحت بها. واتهمت الإدارة أيضًا "بالمعايير المزدوجة" من حيث أنها لم تطبق خطابها بشأن ضرورة التحرير على شؤون الحكومات الشيوعية.

## مقارنة
تقارن المقالة بين الأنظمة الاستبدادية التقليدية والأنظمة الشيوعية:
لا يُخلّ [الحكام المستبدون التقليديون] بإيقاعات العمل والترفيه المعتادة، ولا بأماكن الإقامة المعتادة، ولا بأنماط العلاقات الأسرية والشخصية المعتادة. ولأن بؤس الحياة التقليدية مألوف، فهو مُحتملٌ لدى عامة الناس الذين ينشأون في المجتمع ويتعلمون التأقلم معه...
[الأنظمة الشيوعية الثورية] تُطالب بالسيطرة على مجمل حياة المجتمع، وتُطالب بالتغيير الذي يُخالف القيم والعادات المُترسخة إلى حدٍّ يُجبر عشرات الآلاف من السكان على الفرار.

وخلصت كيركباتريكإلى أنه في حين ينبغي على الولايات المتحدة أن تشجع التحرير والديمقراطية في البلدان الاستبدادية، فإنها لا ينبغي لها أن تفعل ذلك عندما تواجه الحكومة الانقلاب العنيف، وينبغي لها أن تتوقع التغيير التدريجي وليس التحول الفوري.

## الانتقاد
انتقد النقابي توم كاهن من اتحاد العمل الأمريكي ومؤتمر المنظمات الصناعية (AFL-CIO) المشاكل المفاهيمية والعواقب الاستراتيجية في تحليل كيركباتريك. وعلى وجه الخصوص، اقترح كاهن أن تعمل السياسة على تعزيز الديمقراطية حتى في البلدان التي يهيمن عليها الشيوعية السوفييتية. وزعم كاهن أن نقابة العمال البولندية " تضامن " تستحق دعم الولايات المتحدة، بل إنها أثبتت حتى في سنواتها الأولى أن المجتمع المدني قادر على التوسع وأن النقابات العمالية الحرة يمكن تنظيمها على الرغم من الأنظمة الشيوعية. لقد قلل تحليل كيركباتريك للشيوعية من تقدير الإمكانات الديمقراطية للطبقة العاملة.
وأشار تيد جالين كاربنتر من معهد كاتو إلى أنه في حين تميل الحركات الشيوعية إلى الإطاحة بالأنظمة الاستبدادية المنافسة، فإن الأنظمة الاستبدادية التقليدية التي تدعمها الولايات المتحدة وصلت إلى السلطة عن طريق الإطاحة بالديمقراطيات. وهكذا، يخلص إلى أنه في حين أن الأنظمة الشيوعية أكثر صعوبة في القضاء عليها، فإن الأنظمة الاستبدادية التقليدية "تشكل تهديد أكثر فتكًا للديمقراطيات العاملة".

## روابط خارجية
- نص المقالة باللغة الانجليزية (Dictatorships & Double Standards) المنشور في نوفمبر 1979